# Bernstein (berg)
Bernstein is een berg van 694 meter hoogte als onderdeel van een bergketen in het Noordelijke Zwarte Woud. Hij ligt gedeeltelijk in de gemeente Bad Herrenalb en in de gemeente Gaggenau.
Het eerste deel van de naam komt van beer, die hier tot de Late Middeleeuwen voorkwamen. Het tweede deel van de naam komt van het rotsblok dat de top van de berg vormt.
Geologisch is de berg zo’n 240 miljoen jaar geleden ontstaan in het Trias. De top bestaat uit een aantal rotsblokken met een omvang van 200 kubieke meter van het zogenaamde Buntsandstein. In 1864 is er een trap aangelegd naar de top, waardoor het mogelijk is om gemakkelijk op de rotsblokken te komen. Vanaf de top is uitzicht op de omgeving. Bij helder weer zijn de Vogezen te zien en de Kathedraal van Straatsburg. Er staat aangegeven wat te zien is in welke richting. Op de top staat een drie meter hoog stenen kruis uit 1877. Bij de top zijn er een vuurplaats en een houten schuilhut.
Net onder de top komen verschillende wandelroutes samen. Dit zijn een aantal doorgaande wandelroutes, die aangegeven zijn met blauwe ruit. Een van deze wandelroutes is de 'Historische Grenzweg', die loopt over de voormalige grens tussen Baden en Württemberg. Verder komen er routes met gele ruit uit het dorp Althof en het dorp Bernbach, die aan de voet van de berg liggen.